# Nectopsyche thallina
Nectopsyche thallina is een schietmot uit de familie Leptoceridae. De soort komt voor in het Neotropisch gebied.